# Hipparchia musaius
Hipparchia musaius är en fjärilsart som beskrevs av Hans Fruhstorfer 1908. Hipparchia musaius ingår i släktet Hipparchia och familjen praktfjärilar. Inga underarter finns listade i Catalogue of Life.